# Wskaźnik zysk na akcję
Wskaźnik zysk na akcje (ang. earnings per share, EPS) – wskaźnik rynkowy określający udział zysku przypadającego na jedną akcję.
Jest to jeden z bardziej popularnych wskaźników w analizie fundamentalnej, który jest liczony poprzez podzielenie zysku netto danego okresu przez liczbę wyemitowanych akcji.
{\displaystyle {\text{Zysk na akcje}}={\frac {\text{Zysk netto}}{\text{Liczba wyemitowanych akcji}}}}
W praktyce inwestycyjnej przyjmuje się najczęściej dwie formuły jego obliczania:
- zysk netto z ostatnich czterech kwartałów dzielony przez liczbę akcji na koniec ostatniego kwartału,
- zysk netto z ostatniego kwartału dzielony przez liczbę akcji zarejestrowanych na koniec kwartału.

Wskaźnik ten informuje, ile zysku netto przypada na jedną akcję. Im wyższa jego wartość, tym lepsza wycena spółki. Stanowi on ważną informację dla akcjonariuszy, ponieważ informuje, ile zysku wypracował kapitał zainwestowany przez nich w przedsiębiorstwo.